# Estación de Lugo-Mercancías
Lugo-Mercancías es una estación de ferrocarril situada en la ciudad española de Lugo y dedicada exclusivamente al tráfico de mercancías. La ciudad cuenta con otra estación dedicada al tráfico de pasajeros.

## Historia
Fue puesta en servicio en el año 2008, con una inversión superior a los 13 millones de euros.

## La estación
Ocupa una superficie de 100.000 metros cuadrados que fueron cedidos por el Ayuntamiento de Lugo, entre los polígonos industriales de O Ceao y As Gándaras. Por sus características es posible atender hasta cien trenes por semana. Dispone de vías de recepción, expedición y tratamiento de trenes, tanto de transporte intermodal como de carga directa de mercancías sobre vagón. Una de las vías permite la entrada de composiciones de hasta 750 metros de longitud. La loseta de carga y descarga tiene capacidad para almacenar hasta 360 contenedores.
Esta estación multiplica por 4,7 la superficie destinada a mercancías en la estación de viajeros de Lugo antes de su construcción. La longitud de las vías de carga y descarga pasó de 230 a 1.335 m, y las de estacionamiento, de 1.620 a 2.069 m.
Lugo-Mercancías es, junto a Vigo-Guixar y Taboadela, una de las tres estaciones desde donde se despachan los trenes cargados de basura hacia la planta de SOGAMA, en Cerceda.